# シグール・ルシュフェルト
シグール・ルシュフェルト（ノルウェー語: Sigurd Rushfeldt、1972年12月11日 - ）は、ノルウェーの元サッカー選手、現サッカー指導者。元ノルウェー代表。選手時代のポジションはFW。

## クラブ歴
ヴァドソーに生まれ、地元のヴァドソーTFでサッカーを始めた。1992年にトロムソILで選手となると、得点を積み重ねて知名度を上げていった。1995年にはバーミンガム・シティFCに期限付き移籍で加入するが、揮わなかった。
1997年にローゼンボリBKに完全移籍。同年と翌年にエリテセリエン得点王に輝いた他、クラブも三連覇と大活躍を見せた。
1999年にラシン・サンタンデールに移籍したが揮わず、2001年にローゼンボリに期限付き移籍の形で復帰した。同年夏にFKアウストリア・ウィーンに期限付き移籍し、翌シーズンに完全移籍した。
2006年7月にトロムソに復帰。アウストリア・ウィーンとの契約が満了間近になった際に、本人から母国でキャリアを終えたいとの申し出があったため、ノルウェー国内の複数クラブが争奪戦を繰り広げたが、故郷である北の最果てに近い古巣を選択した。トロムソでは10年ぶりにオーレ・マルティン・オルストとのコンビが復活したが、翌年にオルストが移籍した事によって僅か1年で終わった。ただ、この2007年に彼自身はターゲットマンとしてベストイレブンに選出される活躍を見せた。2011年5月29日の試合でハットトリックを記録した事により、ハラ・ブラットバックを抜いてエリテセリエン史上最多得点者になったが、この5月29日というのは19年前に初得点を決めた日でもあった。同年を以て選手を引退した。
引退試合は2012年6月2日に行われ、トロムソオールスターズ対ローゼンボリオールスターズという形で行われた。前半はトロムソ側、後半はローゼンボリ側で出場し、試合は6-4でローゼンボリが勝利した。
その後2014年5月に5部所属のリンゲン/カルネスILで現役復帰し、都合がつく時に出場していた。

## 代表歴
A代表歴が無かったにも関わらず、1994 FIFAワールドカップのメンバーに選出、同大会を直前に控えたスウェーデン代表との親善試合で代表初出場を記録した。本大会でもイタリア代表戦に出場した。
しかしその後はキャップ数が伸びず、2001年を終えても僅かに出場7試合であった。2002年5月14日に行われた日本代表戦で代表初得点を記録すると、以降は出場機会が増えていった。2006年に代表引退を表明した。
しかし翌年に負傷したヨン・カリューの代わりとしてオーゲ・ハレイデ監督から招集されるとこれに応じて代表に復帰、ボスニア・ヘルツェゴビナ代表戦に途中出場した。UEFA EURO 2008出場権を獲得出来なかったため、翌月のマルタ代表戦を以て代表を再引退した。

## 指導歴
2013年10月、トロムソでアシスタントコーチに就任した。その後、ノルウェー代表のアシスタントコーチに就任した。

## 私生活
1994 FIFAワールドカップにともに参加したラーシュ・ボヒネンはいとこにあたる。